# Las 13 rosas
Las 13 rosas (pt 13 Rosas) é um filme espanhol de 2007, do gênero drama biográfico, dirigido por Emilio Martínez Lázaro, com roteiro de Ignacio Martínez de Pisón.
Baseado no livro de Carlos Fonseca Trece rosas rojas, trata-se de  um drama que tem lugar na primeira fase do regime franquista, em que treze jovens mulheres são acusadas de terem participado de um atentado contra Franco, na Espanha. A maioria pertencia às Juventudes Socialistas Unificadas. Foram fuziladas em 5 de agosto de 1939.